# 生活発表会
生活発表会（せいかつはっぴょうかい）とは、主に日本の幼稚園・小学校で行われている行事の一つ。

## 概要
主に12月や3月の学期末に実施されており、園児・児童は歌や演劇、またはダンスなどで施設での教育成果を披露することが多い。
地域によっては「お遊戯会」と呼んでいるところもある。
なお基本的に中学校・高等学校の文化祭のように外部に公開することはない。「文化祭」の記事も参照のこと。